# Margit Lauritsen
Margit Lauritsen (onbekend - 25 september 1975) was een schaatsster uit Noorwegen. Ze nam deel aan het eerste wereldkampioenschap allround schaatsen voor vrouwen in 1933.

## Resultaten

### Wereldkampioenschappen
| Jaar | Jaar     | Plaats | Resultaten   | Resultaten                      |
| ---- | -------- | ------ | ------------ | ------------------------------- |
| 1933 | Allround | Oslo   | 10e Allround | 10e 500 m 11e 1000 m 10e 1500 m |

## Persoonlijke records
| Afstand    | Tijd    | Datum           | Baan |
| ---------- | ------- | --------------- | ---- |
| 500 meter  | 1.24,20 | 5 februari 1933 | Oslo |
| 1000 meter | 2.32,40 | 5 februari 1933 | Oslo |
| 1500 meter | 4.08,00 | 5 februari 1933 | Oslo |